# 唐炯
唐炯（1829年—1909年），字鄂生。貴州遵義人。
唐树义之子。寓居貴陽，道光二十九年（1849年）舉人，咸丰六年（1856年）署四川南溪知县。曾镇压李永和、蓝大顺起义。當時石達開敗走貴州，逃往雲南昭通。唐炯以為石達開必進入四川腹地，調用川東鎮總兵唐友耕鎮守大渡河東岸。1862年，因病回成都。光绪元年，丁宝桢督任四川，以唐炯治理盐务。喜收藏，善书法。光绪九年（1883年）官至雲南巡撫。
中法戰爭時因逃往興化，又逃回雲南，被革职定谳斩监候，後遣戍雲南。光绪十三年（1887年），督办云南矿务，前後長達十五年，以机器开采礦物。

## 延伸阅读
[在维基数据编辑]
 《清史稿·卷458》，出自趙爾巽《清史稿》
 在维基共享资源阅览影像